# Alexandre Kafka
Alexandre Kafka (Praga, 25 de Janeiro de 1917 - Washington, D.C., 28 de Novembro de 2007) foi um economista checo-brasileiro conhecido por ser o representante do Brasil junto ao Fundo Monetário Internacional (FMI).
Era primo do escritor Franz Kafka.

## Biografia
Filho de Bruno Alexander Kafka, um político judeu austro-húngaro, nasceu na cidade de Praga, Império Austro-húngaro. 
Estudou economia em Genebra com Ludwig von Mises e, alguns anos depois, no Balliol College na Universidade de Oxford. 
Mudou-se para São Paulo em 1941, fugindo do avanço nazista na Europa, sendo convidado para ser professor da Escola de Sociologia e Política na Universidade de São Paulo (USP). 
Em 1944 foi trabalhar, a convite de Roberto Simonsen, na Federação das Indústrias do Estado de São Paulo (Fiesp).
Ingressou no FMI em 1949, por indicação de Otávio Gouveia de Bulhões, como chefe adjunto da divisão de pesquisa da América Latina.
Foi eleito para a Diretoria Executiva do fundo 16 vezes, de 1966 a 1998, servindo a instituição por 32 anos, sendo considerado um de seus mais importantes membros e um grande defensor dos interesses dos países da América Latina.
Participou diretamente na criação dos Direitos Especiais de Saque, mecanismo que acreditava ser melhor que o padrão-ouro.
Fundou, junto com outros economistas, o Instituto Brasileiro de Economia (Ibre), na Fundação Getulio Vargas, fase que Kafka considerava a mais "importante e satisfatória" de sua vida e, ainda, trabalhou no gabinete do ministro da fazenda Eugênio Gudin durante o governo de Café Filho, entre 1954 e 1955, com Roberto Campos.
Trabalhou com diversas figuras importantes da economia brasileira e politica como Bresser Pereira, Delfim Netto, Dílson Funaro e Gustavo Franco.
Foi também consultor econômico do Banco Central.
Mudou-se para os Estados Unidos no final da década de 50, trabalhando na Organização das Nações Unidas e na Universidade de Virginia, onde ajudou a fundar, junto com seus colegas, como os prêmios nobel de economia James Buchanan Jr. e Ronald Coase, o Centro de Estudos em Economia Política Thomas Jefferson, mais tarde renomeado e transferido para a Universidade George Mason.

## Obra
- The International Monetary Fund: reform without reconstruction?, International Finance Section, Dept. of Economics, Princeton University, 1976.
- The IMF: The Second Coming?, Essays in International Finance, No. 94. Princeton University, julho de 1972.
- Monetary Problems of the Early 1960's: Review and Appraisal, Bureau of Business and Economic Research, School of Business Administration, Georgia State College, 1967.